# سفيدخاني (مقاطعة دلفان)
سفيدخاني (بالفارسية: سفیدخانی) هي قرية تقع في قسم ايتيوند الجنوبي الريفي (مقاطعة دلفان) في إيران. يقدر عدد سكانها بـ 384 نسمة بحسب إحصاء 2016.